# Bałwanek
Bałwanek, ang. The snowman – brytyjski film animowany z 1982 roku.

## Fabuła
„The snowman” to opowieść o chłopcu, który pewnego zimowego poranka, w przeddzień Wigilii lepi bałwana. W nocy,
punktualnie o północy, bałwan ożywa. Razem z chłopcem zwiedzają dom, starając się nie zbudzić jego rodziców.
Przymierzają ubrania, oglądają sprzęty codziennego użytku. Druga część historyjki mówi o locie chłopca i bałwana.
Latają nad lasem, miastem chłopca, polami. Właśnie wtedy rozbrzmiewa piosenka „Walking in the air”. Bawią się wesoło na
przyjęciu, gdzie spotykają inne bałwany oraz Świętego Mikołaja, od którego chłopiec otrzymuje szalik.
Jednak czas szybko mija i bohaterowie muszą wrócić. Rano chłopiec się budzi w swoim pokoju, wybiega na dwór i okazuje się, że bałwan się roztopił. Widz się wtedy zastanawia, czy to, co się wydarzyło ostatniej nocy, było snem czy rzeczywistością, jednak chłopiec ma nadal szalik od Mikołaja.